# Distale Monosomie 3p
Die Distale Monosomie 3p (3P-Syndrom) ist ein sehr seltenes angeborenes Fehlbildungssyndrom mit den Hauptmerkmalen (Trias) Trigonocephalie (Dreieckschädel), Ptosis (Lidmuskelschwäche) und Hexadaktylie (6 Finger oder Zehen) aufgrund einer Deletion (Gendefekt) am kurzen Arm des Chromosom 3.
Das Syndrom gehört zusammen mit dem Mikrodeletionssyndrom 3p25.3 zur Partiellen Monosomie 3p (partielle Chromosom 3p-Deletion)
Synonyme sind: Chromosom-3p-Syndrom; englisch Distal 3p deletion; Monosomy 3pter; Telomeric monosomy 3p
Die Erstbeschreibung stammt aus dem Jahre 1978 durch die niederländische Ärztin Marianne Verjaal und Jaak De Nef sowie im gleichen Jahr durch die US-amerikanischen Ärzte Robert M. Fineman, Frederick Hecht, Ronald C. Ablow und Mitarbeiter.

## Verbreitung
Die Häufigkeit wird mit unter 1 zu 1.000.000 angegeben, die Vererbung erfolgt autosomal-dominant.

## Ursache
Der Erkrankung liegen Mutationen auf Chromosom 3 Genort pter-p25 zugrunde.

## Klinische Erscheinungen
Klinische Kriterien sind:
- Intrauterine Wachstumsretardierung
- Manifestation im Säuglingsalter mit Mikrozephalie, Brachy- und Trigonocephalie
- Gesichtsdysmorphie mit schmaler Stirn, auffallender Stirnnaht, zusammengewachsene Augenbrauen, mongoloide Lidachse, Epikanthus medialis, Ptosis, kurze Nase mit nach vorne weisenden Nasenlöchern, langes Philtrum, abfallende Mundwinkel, Ohrmuschendysplasie mit Präaurikularanhang
- muskuläre Hypo- oder Hypertonie
- Krämpfe
- Kleinwuchs
- Intelligenzminderung unterschiedlichen Ausmaßes[7]
- postaxiale Polydaktylie

Hinzu können Herzfehler, Analatresie, Gaumenspalte, Hernien oder Nierenveränderungen kommen.

## Diagnose
Die Diagnose kann bereits vorgeburtlich gestellt werden.